# Lethrus cephalotes
Lethrus cephalotes är en skalbaggsart som beskrevs av Peter Simon Pallas 1771. Lethrus cephalotes ingår i släktet Lethrus och familjen tordyvlar. Inga underarter finns listade i Catalogue of Life.

## Bildgalleri

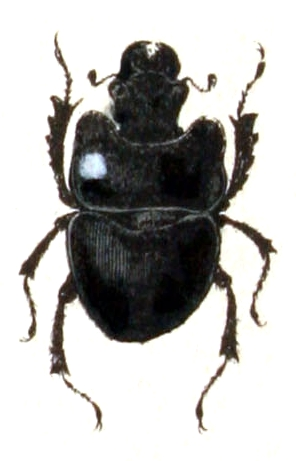